# Châtenay-Malabry
Châtenay-Malabry är en kommun i departementet Hauts-de-Seine i regionen Île-de-France i norra Frankrike. År 2022 hade Châtenay-Malabry 35 490 invånare. Kommunen är en av de sydvästliga förstäderna till Paris och ligger 10,8 km från Paris centrum.

## Befolkningsutveckling
Antalet invånare i kommunen Châtenay-Malabry
| Referens: INSEE |

## Utbildning
- CentraleSupélec
- École Centrale Paris